# Thiều Quy Linh
Thiều Quy Linh (1479 – 1527) là một Lại bộ hữu thị lang thời Lê sơ, đỗ tiến sĩ (hoàng giáp) năm 1505.

## Thân thế
Thiều Quy Linh, sinh năm 1479, là người Doãn Xá, huyện Đông Sơn (Thanh Hóa).

## Sự nghiệp
Ông đậu hoàng giáp khoa Ất Sửu năm Đoan Khánh (1505) vào năm 26 tuổi. Ông làm đến chức thị lang bộ Lại. Khi đi sứ Minh về thì nhà Mạc giành ngôi nhà Lê sơ. Do Mạc Đăng Dung lên ngôi, ông chửi mắng Đăng Dung và về cầu Lung Nhĩ tự vẫn.

## Nhận định
Phan Huy Chú có viết một mục về ông trong Lịch triều hiến chương loại chí phần "Nhân vật chí", ở quyển "Bề tôi tiết nghĩa".